# Hermann Friedrich Bonorden
Hermann Friedrich Bonorden (1801 – 1884) è stato un micologo tedesco.

## Pubblicazioni
- Bonorden, H.F. Classification der gesammten Krankheiten des Menschen nach ihrem Wesen, nebst Erläuterungen
- Bonorden, H.F. (1834). Die Syphilis, pathologisch-diagnostisch und therapeutisch
- Bonorden, H.F. (1838). Neue und sichere Methoden die verschiedenen Formen des Nervenfiebers zu heilen
- Bonorden, H.F. (1851). Handbuch der Allgemeinen Mykologie als Anleitung zum Studium Derselben, Nebst Speciellen Beiträgen zur Vervollkommnung dieses Zweiges der Naturkunde. i-xii, 1-336. Stuttgart; E. Schweizerbart'sche Verlagshandlung un Druckerei.
- Bonorden, H.F. (1853). Beiträge zur Mykologie. Botanische Zeitung 11: 281-296.
- Bonorden, H.F. (1857). Die Gattungen Bovista, Lycoperdon und ihr Bau [cont.]. Botanische Zeitung 15: 609-[611].
- Bonorden, H.F. (1864). Abhandlungen aus dem Gebiete der Mykologie 1: viii, 168 pp., 2 tabs. Germany, Halle.

## Specie di funghi individuate
- Lepiota josserandii Boiffard & Bonorden

## Generi di funghi individuati
- Ramaria (Fries) Bonorden